# گمینا پرابوته
گمینا پرابوته (به لهستانی:  Gmina Prabuty) یک گمینا در لهستان است که در شهرستان کفیدزن واقع شده‌است. گمینا پرابوته ۱۹۷٫۱۲ کیلومتر مربع مساحت و ۱۳٬۰۹۱ نفر جمعیت دارد.